# MZ Cassiopeiae
MZ Cassiopeiae (MZ Cas) es una estrella variable en la constelación de Casiopea.
De magnitud aparente media +9,67, visualmente se localiza a 1º44' al noreste de la brillante Caph (β Cassiopeiae).
El satélite Hipparcos no midió su paralaje, pero su pertenencia a la asociación estelar Cas OB4 permite estimar su distancia al sistema solar en 2090 pársecs o 6810 años luz.
MZ Cassiopeiae es una fría supergigante roja de tipo espectral M2I cuya temperatura efectiva es de 3650 K.
En el espectro visible, su luminosidad es 13.200 veces superior a la luminosidad solar, pero al incluir la luz infrarroja emitida, su luminosidad corresponde a la de 57.800 soles.
De gran tamaño, tiene un radio 600 veces más grande que el radio solar, lo que equivale a 2,8 UA. Si estuviese en el lugar del Sol, su superficie se extendería más allá de la órbita de Marte.
Pese a sus grandes dimensiones, queda lejos en cuanto a tamaño de otras supergigantes como VV Cephei, Betelgeuse (α Orionis) o S Cassiopeiae, esta última también en la constelación de Casiopea.
Es una estrella rica en oxígeno que pierde masa estelar a un ritmo de 2,4 × 10-6 masas solares por año.
MZ Cassiopeiae, al igual que otras supergigantes similares, se halla rodeada por polvo circunestelar.
Estudios de su espectro infrarrojo indican que, además de las bandas características de silicatos, aparece un pico de emisión aproximadamente a 11,5 μm, que puede deberse a la presencia de carburo de silicio (SiC).
Asimismo, aparecen las llamadas «bandas no identificadas en el infrarrojo» (conocidas como UIR, por sus siglas en inglés), que se atribuyen a especies carbonáceas como hidrocarburos aromáticos policíclicos.
Catalogada como variable irregular de tipo LC, la fluctuación de brillo de MZ Cassiopeiae es de 1,2 magnitudes.